# Nesticella nepalensis
Nesticella nepalensis là một loài nhện trong họ Nesticidae.
Loài này thuộc chi Nesticella. Nesticella nepalensis được miêu tả năm 1973 bởi Hubert.